# Bayonetta (personaje)
Bayonetta (ベヨネッタ Beyonetta?) es un personaje ficticio en el videojuego Bayonetta. Creado por Hideki Kamiya desarrollado por PlatinumGames y publicado por Sega y Nintendo respectivamente, diseñado por Mari Shimazaki, ella también ha aparecido en las promociones y otros medios relacionados con el título. Hellena Taylor es la voz principal de la protagonista en todas las regiones (excepto en Bayonetta 3). También aparece en Bayonetta: Bloody Fate, una película anime creada en 2013 que adapta la historia del videojuego original. Esta película fue el primer producto de Bayonetta en lengua japonesa, y fue la actriz de doblaje Atsuko Tanaka quien puso su voz a Bayonetta. En España fue interpretada por la actriz Eva Bau y para Latinoamérica, Patricia Hannidez puso su voz a la bruja. Asimismo, Bayonetta aparece como personaje invitado en el videojuego Anarchy Reigns (2013), también de SEGA, lanzado en PlayStation 3 y Xbox 360. También aparece en el videojuego The Wonderful 101 y fue introducida como personaje DLC del videojuego Super Smash Bros. for Nintendo 3DS & Wii U en 2016, apareciendo en la entrega posterior para Nintendo Switch en 2018.
En 2012, Platinum Games anunció que Bayonetta regresaría para una secuela exclusiva para Wii U, con el juego Bayonetta 2, que fue lanzado en 2014 y que a pesar de las bajas ventas del sistema Wii U, Bayonetta 2 logró destacar en ventas y en el catálogo del sistema. En 2018 salió un port de Bayonetta 1 y 2 para Nintendo Switch, y en 2017 durante la celebración de The Game Awards se mostró un teaser que confirmó que Bayonetta 3 estaba en desarrollo exclusivamente para Nintendo Switch, que fue lanzado en 2022 y una precuela de la historia llamado Bayonetta Origins: Cereza and the Lost Demon lanzado en 2023 también exclusivo de Nintendo Switch.

## Concepto
Teniendo en cuenta la sugerencia de crear otro juego de acción por el productor Yusuke Hashimoto, director del proyecto, Hideki Kamiya decidió crear una protagonista femenina para el título, de haber sentido que ya había hecho todo lo que se podría hacer con protagonistas masculinos. Con este fin, le dijo a la diseñadora de personajes Mari Shimazaki de crear su personaje con cuatro rasgos: una protagonista femenina, una bruja moderna, y la utilización de cuatro armas de fuego. Su nombre estaba inspirado en una bayoneta, lo que significaba que había "más de lo que parece", mientras que sus cuatro pistolas se llamaban Parsley, Sage, Rosemary and Thyme después de la antigua balada inglesa. 'Scarborough Fair', debido al amor de Kamiya por la música folk. El proceso, que tomó un año completo, pasó por un centenar de diseños y alteraciones de personajes, con apariencias tempranas que se asemejan a una bruja tradicional, con un atuendo negro deshilachado y un "aspecto de velo" en su cabeza. El color del atuendo persistió, descrito por Shimazaki como su "color temático" debido a que era una bruja. Le dieron piernas y brazos más largos para hacerla más atractiva como personaje de un juego de acción, contrarrestando lo que Shimazaki sentía era una tendencia de personajes femeninos en tales juegos con extremidades cortas y delgadas. Sus miembros y el resto de su diseño eran atractivos para Kamiya, y el desarrollo continuó con el atuendo del personaje.
El peinado de colmena de Bayonetta en el primer juego fue un aspecto en el que Shimazaki insistió, usándolo como una alternativa al sombrero puntiagudo habitual que se ve en las brujas. Sin embargo, a pesar de las preocupaciones, Kamiya no tuvo reparos en el peinado de una forma u otra. Además, recibió anteojos ante la insistencia de Kamiya, con la intención de diferenciarla de otros personajes femeninos, así como darle un "sentido de misterio e inteligencia", aunque Shimazaki lo atribuyó posiblemente a su preferencia por las mujeres con anteojos. Sus armas fueron modeladas después de una pistola derringer, para seguir siendo convincente y familiar, así como para hacer que sus armas "sean capaces de disparar rápidamente; una pistola simple y resistente". Kamiya aprobó la idea, porque sentía que el arma se vería "ardiente" en una mano femenina. Las fundas también se consideraron para sus pies, sin embargo, los desarrolladores descartaron la idea después de sentir que no era femenina.
El concepto de crear su atuendo fuera de su cabello tenía la intención de encajar en su diseño como bruja, lo que el equipo de desarrollo sintió que significaba que derivaba el poder de su cabello. Fue diseñado para ser un "medio de adorno y protección" y al mismo tiempo darle un aspecto "de moda" y acentuar el movimiento de sus extremidades. Durante este proceso, se decidió que cuando convocara a criaturas para atacar a sus enemigos durante el juego, perdería el control parcial de su cabello y terminaría con un atuendo más "cómodo"; Shimazaki señaló esto como uno de los aspectos del personaje que amaba. Kamiya además quería evitar darle grandes senos y escote, sintiendo que los senos de tamaño normal eran adecuados y que ser misterioso era más atractivo que "descubrirlo todo". El modelo del personaje fue creado por Kenichiro Yoshimura, quien observó que los modelos no japoneses mantienen sus proporciones auténticas, prestando especial atención a su parte trasera, lo que, como resultado, la hizo más ancha y redondeada que los personajes femeninos típicamente de cadera delgada. diseñado por artistas japoneses. Mientras que el personaje de Jeanne llegó a ser más querido por la mayoría del equipo, Bayonetta era el personaje favorito de Shimazaki, mientras Kamiya se refería a ella como su "mujer ideal".
Su atuendo en Bayonetta 2 fue nuevamente diseñado por Shimazaki. En general, se diseñó más alrededor de líneas rectas que curvas. Todas sus joyas y accesorios fueron diseñados en torno a esta iniciativa, aparte de sus gafas. Hubo un debate sobre dónde mostrar la piel, pero cuando se decidió crear una capa en la parte delantera del atuendo, el frente de su atuendo se cerró y en su lugar optaron por mostrar una gran área de su espalda. Para su nuevo aspecto, el azul se convirtió en un color clave en comparación con el primer juego, donde era rojo: esto fue porque el agua era un tema clave para el segundo juego y Hashimoto solicitó que el azul se convirtiera en el color clave del diseño. Esto finalmente resultó difícil ya que, combinado con el negro y el plateado incorporados en su atuendo y la paleta de colores general del juego, no tenía las cualidades afiladas de su apariencia anterior. Shimazaki describió que tratar de hacerla destacar en su atuendo negro como "una pesadilla". Su tema general de diseño fue "sólido". El peinado del personaje sufrió un importante rediseño. La razón principal de Hashimoto detrás de esto fue que "la personalidad [de Bayonetta] es del tipo que no querría permanecer estancada. Querría cambiar su estilo, gusto en la moda y sus disfraces. En el futuro, en la serie, puede hacer más cambios en su apariencia". La textura de su atuendo fue diseñada para parecer similar al cuero, a pesar de que todavía estaba hecha de su cabello. Sus nuevas armas, Love is Blue, también fueron difíciles de diseñar, ya que hacerlas demasiado grandes o de color similar a otros elementos del atuendo de Bayonetta no le habría quedado bien. Al final, se les hizo un tono azul más llamativo, además de que se les dio algo de oro para combinar con el cofre de Bayonetta y un brillo plateado. Cada una de las armas, Noche, Celos, Ojos y Vida, recibieron encantamientos antiguos adornados con diseños florales y nombrados de acuerdo con su color y las ideas que evocaron para promover y aumentar aún más el nuevo aspecto.

## Apariciones
Aparte de sus apariciones oficiales en sus videojuegos originales, Bayonetta ha aparecido en otros videojuegos como personaje jugable invitado, e incluso existe una película de animación japonesa basada en su videojuego, que fue estrenada en Japón en cines, y en Occidente en DVD y Bluray.

### Juegos principales
- Bayonetta - (2009) - Xbox 360; PlayStation 3; PC.
- Bayonetta 2 - (2014) - Wii U.
- Bayonetta 3 - (2022) - Nintendo Switch.

### Spin off
- Bayonetta Origins: Cereza and the Lost Demon - (2023) - Nintendo Switch

### Ports
- Bayonetta - (2014) - Wii U.
- Bayonetta 1 + 2 - (2018) - Nintendo Switch.
- Bayonetta & Vanquish 10th Anniversary - (2020) - PlayStation 4; Xbox One.

### Apariciones como personaje jugable
- Super Smash Bros. for Nintendo 3DS & Wii U (DLC) - (2016) - Nintendo 3DS; Wii U.
- Super Smash Bros. Ultimate - (2018) - Nintendo Switch.

### Cameos
- Anarchy Reigns - (2013)
- The Wonderful 101 - (2014)

### Cine
- Bayonetta: Bloody Fate - (2013)